# Mertzon
Mertzon é uma cidade localizada no estado norte-americano de Texas, no Condado de Irion.

## Demografia
Segundo o censo norte-americano de 2000, a sua população era de 839 habitantes.
Em 2006, foi estimada uma população de 860, um aumento de 21 (2.5%).

## Geografia
De acordo com o United States Census Bureau tem uma área de
3,9 km², dos quais 3,9 km² cobertos por terra e 0,0 km² cobertos por água. Mertzon localiza-se a aproximadamente 671 m acima do nível do mar.

## Localidades na vizinhança
O diagrama seguinte representa as localidades num raio de 52 km ao redor de Mertzon.